# Intajour
Die International Academy of Journalism (Intajour) mit Sitz in Hamburg war eine 2010 gegründete Qualifizierungs- und Weiterbildungseinrichtung des Medienunternehmens Bertelsmann für Journalisten aus Ländern mit begrenzter Presse- und Meinungsfreiheit, die bis 2014 bestand.

## Geschichte
Anlässlich des 175. Geburtstags des Konzerns im Jahr 2010 gab die Bertelsmann SE & Co. KGaA die Gründung von Intajour bekannt. Schirmherr der Gründungsveranstaltung war der Präsident der Europäischen Union, José Manuel Barroso, der in seiner Rede erklärte, qualitativ hochwertiger Journalismus sei ein Grundpfeiler der Demokratie.
Intajour sah die Digitalisierung der Medien als Chance für Presse- und Meinungsfreiheit weltweit. Die so genannten Neuen Medien ermöglichten es, mit Journalisten auf der ganzen Welt direkt in Kontakt zu treten und sie in ihrer Arbeit zu unterstützen. Mit dem Qualifizierungs- und Weiterbildungsprogramm „Journalism in the Digital World“ wollte Intajour Journalisten aus Ländern mit begrenzter Pressefreiheit auf die digitale Zukunft vorbereiten und auf diese Weise ihren Teil dazu beitragen, dass Medien- und Meinungsfreiheit eine Zukunft haben.
Als Gründungsdirektor wurde Werner Eggert berufen. Die Akademie nahm am 1. Januar 2011 die Arbeit auf. Das erste Bewerbungsverfahren für das 10-monatige Weiterbildungsprogramm „Journalism in the Digital World“ lief im Mai 2011 an. Die ersten 12 Stipendiaten trafen im September 2011 in Hamburg ein. Sie schlossen das Trainingsprogramm im Juni 2012 erfolgreich ab.
Im Mai 2014 wurde bekannt, dass Bertelsmann die Akademie wieder schließt. Zu den Gründen äußerte sich der Konzern nicht. Im Juli 2014 beendete die dritte und letzte Gruppe ihr Weiterbildungsprogramm. In den drei Jahren der aktiven Arbeit wurden 36 Fellows aus 27 Ländern durch das Stipendium zusätzlich für ihre journalistische Arbeit qualifiziert.

## Ausbildung
Intajour bot das 10-monatige Qualifizierungs- und Weiterbildungsprogramm „Journalism in the Digital World“ an. Es beinhaltete Präsenzphasen in Hamburg, Köln und Berlin, sowie E-Learning Phasen. Damit nutzte die Akademie das Prinzip des Hybrid Learning, das die Vorteile von Präsenzphasen und E-Learning verbindet. Der Schwerpunkt lag auf der Vermittlung von Kenntnissen im digitalen, multimedialen Journalismus. Gastdozenten aus der Medienpraxis und der Medienwirtschaft ergänzten das Team der festen und freien Mitarbeiter. Das internationale Dozenten-Team stand entweder persönlich während der Präsenzphasen zur Verfügung oder nutzte die digitalen Medien, um die Stipendiaten in Webinaren zu unterrichten. Die Teilnehmer erhielten für die Präsenzphasen des Programms ein Stipendium, das alle Kosten deckte.

## Bewerbung
Bewerbungen für die Teilnahme am Programm waren im März/April möglich und wurden auf der Intajour-Homepage oder auf der Facebook-Seite angekündigt. Bewerben konnten sich Journalisten mit Berufserfahrung und Interesse am digitalen Journalismus aus Ländern mit eingeschränkter Presse- und Meinungsfreiheit. Die Stipendiaten kamen zum Beispiel aus Ägypten, Armenien, Aserbaidschan, Bangladesch, China, Ecuador, Ghana, Honduras, Liberia, Moldau, Nepal, Nicaragua, Pakistan, Sambia, Serbien, Simbabwe, Sudan, Syrien, Thailand und der Ukraine. Es wurden in jedem Jahr 12 Stipendiaten ausgewählt.

## Journalistischer Beirat und Kuratorium
Eggert wurde bei seiner Arbeit durch zwei Gremien unterstützt: den Journalistischen Beirat und das Kuratorium.
Der Journalistische Beirat beriet bei der Entwicklung des Lehrplans und der Auswahl der Stipendiaten. Er setzte sich zusammen aus Journalisten mit langjähriger Berufserfahrung. Im Journalistischen Beirat waren Peter Kloeppel (RTL Television), Georg Mascolo, Thomas Osterkorn (STERN), Leonhard Ottinger (RTL Journalistenschule für TV und Multimedia), Karin Schlautmann (Bertelsmann) sowie Andreas Wolfers (Henri-Nannen-Schule) vertreten.
Die Mitglieder des Kuratoriums repräsentierten die verschiedenen Divisionen der Bertelsmann SE & Co. KGaA. Sie berieten Intajour zur Finanzplanung und zu den Grundsätzen der Akademie. Zum Kuratorium gehörten Klaus Eck (Verlagsgruppe Random House), Oliver Fahlbusch (RTL Group), Hans Mahr (RTL Group), Stefan Postler (Medienfabrik), Stephan Schäfer (Gruner + Jahr) und Karin Schlautmann (Bertelsmann).